# Roman Koch
Roman Koch (1958) es un deportista alemán que compitió en vela en la clase Soling.
Ganó tres medallas en el Campeonato Mundial de Soling entre los años 2005 y 2010, y siete medallas en el Campeonato Europeo de Soling entre los años 2003 y 2013.

## Palmarés internacional
| Campeonato Mundial | Campeonato Mundial           | Campeonato Mundial | Campeonato Mundial |
| Año                | Lugar                        | Medalla            | Clase              |
| ------------------ | ---------------------------- | ------------------ | ------------------ |
| 2005               | Castiglione (Italia)         | Medalla de oro     | Soling             |
| 2009               | Toronto (Canadá)             | Medalla de plata   | Soling             |
| 2010               | Porto Alegre (Brasil)        | Medalla de oro     | Soling             |
| Campeonato Europeo |                              |                    |                    |
| Año                | Lugar                        | Medalla            | Clase              |
| 2003               | Torbole (Italia)             | Medalla de plata   | Soling             |
| 2005               | Medemblik (Países Bajos)     | Medalla de oro     | Soling             |
| 2006               | Balatón (Hungría)            | Medalla de plata   | Soling             |
| 2008               | Balatonfüred (Hungría)       | Medalla de plata   | Soling             |
| 2009               | Iseo (Italia)                | Medalla de oro     | Soling             |
| 2010               | La Trinité-sur-Mer (Francia) | Medalla de plata   | Soling             |
| 2013               | Castiglione (Italia)         | Medalla de plata   | Soling             |